# Ture Malmgren
Ture Robert Ferdinand Malmgren, född 7 juni 1851 i Uddevalla, död 3 augusti 1922 på Villa Elfkullen, Uddevalla,  var en svensk tidningsman, boktryckare, godtemplare och kommunpolitiker.
Malmgren var son till boktryckaren Carl Gabriel Malmgren  som drev tidningen Bohus Läns Tidning. Malmgren var gift med Hilma Malmgren (ogift: Olsson) född 22 juni 1856, död 3 november 1942.

## Biografi (påbörjad)
Ture Malmgren föddes 1851 på Kilbäcksgatan 15 i Uddevalla; hans föräldrar var tryckeriägaren och tidningsmannen Carl Gabriel Malmgren och Anna Cajsa Kruse.
Redan i unga år kom Ture Malmgren att intressera sig för journalistik men han var inte så duktig i skolan, hans högsta betyg fick han i "strävan" när han studerade vid Uddevalla högre allmänna läroverk. Han arbetade ett tag för sin far innan han begav sig ut på resor och skrev skildringar av dessa.
Ture Malmgren avled 1922 i sitt hem på Villa Elfkullen i Uddevalla av hjärtinfarkt; han var då sängliggande sedan en längre tid av diabetes. Han hade en önskan om att få begravas i en förberedd kammare i berget. Men eftersom lagen inte tillät människor att begravas på ovigd mark begravdes han på Östra kyrkogården i Uddevalla där hans grav med den pampiga stenen kan ses än idag.

## Tidningar
Malmgren grundade 1878 tidningen Bohusläningen och var redaktör för denna fram till 1919.
Malmgren grundade 1891 Trollhättans Tidning och han ägde denna till 1902.

## Politiker
Malmgren var ordförande i Uddevalla stadsfullmäktige.

## Byggnader
Malmgren lät uppföra Tureborgen i Uddevalla 1899-1912. Borgen har gett namn åt stadsdelen Tureborg i Uddevalla. Den brann ned kvällen den 26 november 1950 men ruinen med bland annat det stora tornet från 1905 finns kvar.
Villa Elfkullen uppfördes som sommarvilla med start år 1887. Villan bygges senare ut till året runt bostad. Den finns kvar i renoverat skick och är ett populärt besöksmål på sommarhalvåret.
Fjällhyddan byggdes som en jaktstuga och beboddes bland annat ett tag av Malmgrens far samt syskon. Av Fjällhyddan återfinns idag enbart grundrester.

### Webbkällor
- Wikiquote har citat av eller om Ture Malmgren.

- Klasson, Gunnar (27 maj 2007). ”Uddevallabloggen. Tureborg och Ture Malmgren”. http://uddevallare.blogspot.com/2007/04/tureborg-och-ture-malmgren.html.
- ”NE. Bohusläningen.”. https://www.ne.se/uppslagsverk/encyklopedi/l%C3%A5ng/bohusl%C3%A4ningen.
- ”Tidskrift.nu : Helstekta grisar, beduinrum och hemliga gångar”. 27 maj 2007. http://www.tidskrift.nu/artikel.php?Id=4952. (Källor till denna artikel ifrågasätts starkt)